# Витошко Володимир Петрович
Володи́мир Петро́вич Вито́шко (нар. 9 квітня 1991 — 5 листопада 2022) — український військовик, кавалер ордена «За мужність».

## Біографія
Народився 9 квітня 1991 року в селі Підгір'я, Богородчанського району.Закінчив історичний факультет Прикарпатського університету 2013 року.В 2022 році мобілізований, старший солдат 109-го батальйону 10-ї бригади. Загинув 5 листопада 2022 року біля села Яковлівка поблизу міста Соледар.

## Нагороди
Нагороджений орденом «За мужність» ІІІ ступеня (посмертно)
Медаллю «За заслуги перед Прикарпаттям» (посмертно)
У селі Підгір'я перейменували в честь бійця вулицю.